# Gottfried von Jacobi
Georg Gottfried von Jacobi (* 10. Oktober 1869 in Berlin; † 5. November 1947 ebenda) war ein deutscher Verwaltungsjurist und Ministerialbeamter.

## Leben
Jacobi, ein Sohn des Staatssekretärs Karl von Jacobi, studierte an der Kaiser-Wilhelms-Universität Rechtswissenschaft und wurde 1888 im Corps Palatia Straßburg aktiv. Nach den juristischen Staatsprüfungen wurde er 1891 Gerichtsreferendar und 1893 Regierungsreferendar. 1898 leitete er in Kösen den Congress des Kösener Senioren-Convents-Verbandes. Von 1904 bis 1917 war er Landrat im Kreis Quedlinburg. Von 1912 bis 1918 war er Mitglied des Preußischen Abgeordnetenhauses für den Wahlkreis Magdeburg 7 (Calbe – Quedlinburg – Aschersleben). 1917 wurde er zum Geh. Regierungsrat und 1918 zum Vortragenden Rat im Reichsamt des Innern ernannt. Von 1919 bis 1922 leitete er als Ministerialrat die Pensionsabteilung vom Reichsministerium des Innern. 1922 wurde er Präsident vom Reichspensionsamt für die ehemalige Wehrmacht. 1924 in den einstweiligen Ruhestand versetzt, wurde er in den Aufsichtsrat der Beamten-Handels-Kreditbank gewählt. 1933 trat er in den Ruhestand.